# 绝命者

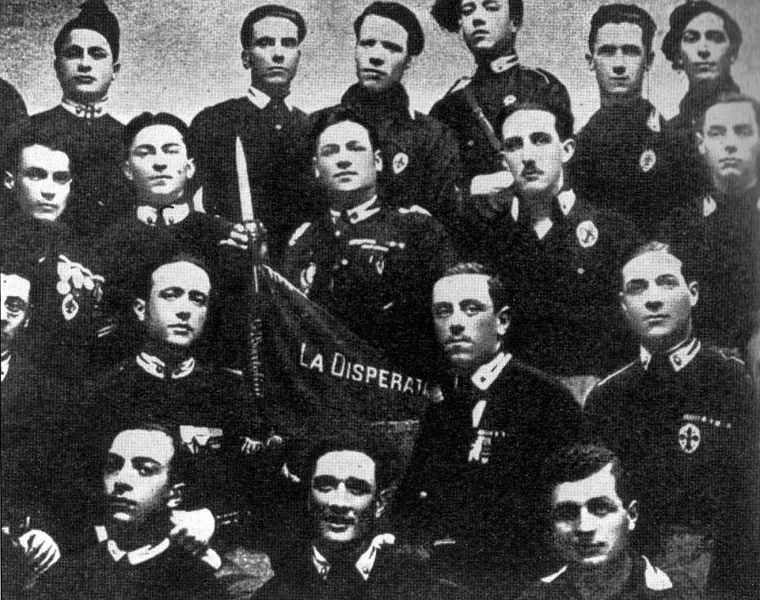
绝命者

绝命者（La Disperata）是加布里埃尔·邓南遮的私人保镖队。绝命者一名源自1919年的阜姆远征。加布里埃尔·邓南遮当时率兵控制住了阜姆，计划将该城并入義大利王國，并创建了義大利卡爾納羅攝政領。此時邓南遮的战友圭多·凯勒組建了一支軍團，這些士兵赤裸上身，唱着歌行军，穿行过阜姆的街道。这支军团给自己取名为“La Disperata”，意思是“绝望之人（的卫队）”。